# Elena Cortés
Elena Cortés Jiménez (Priego de Córdoba, 1973) es una política española, consejera de Fomento de la Junta de Andalucía entre 2012 y 2015. Está licenciada en Sociología por la Universidad Nacional de Educación a Distancia.

## Biografía

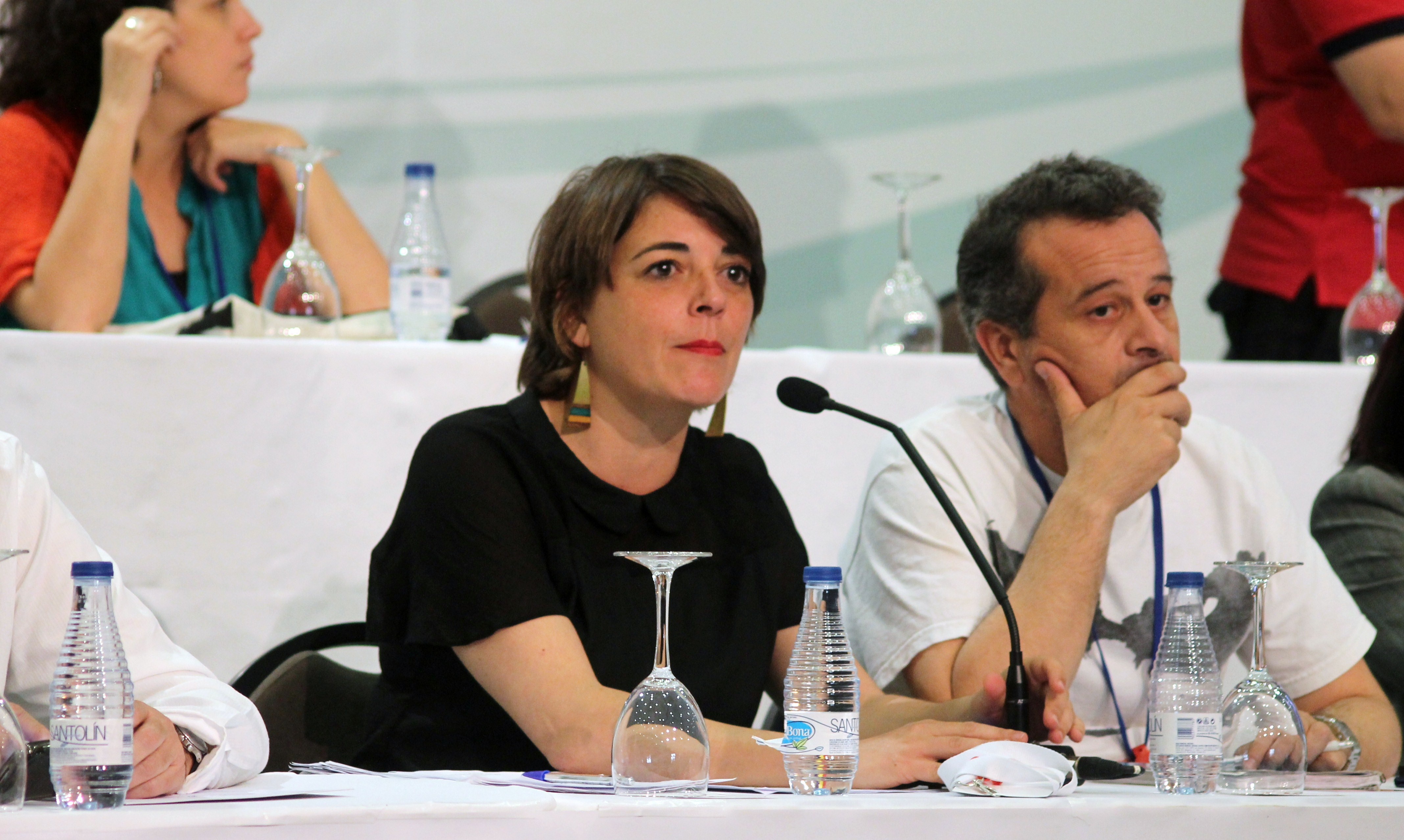
Elena Cortés en 2013

Elena Cortés Jiménez nació en Priego de Córdoba en 1973. Licenciada en Sociología por la Universidad Nacional de Educación a Distancia, inició su militancia política en las Juventudes Comunistas de Andalucía durante las movilizaciones estudiantiles de 1991 en favor de la paz y contra la primera Guerra del Golfo. Desde entonces es militante del PCE y de IU LV-CA. Entre 2003 y 2011 fue concejala delegada de Educación e Infancia del Ayuntamiento de Córdoba entre 2003 y 2011, así como portavoz de IU en la Diputación de Córdoba durante el mismo periodo.
Actualmente es la responsable de Política Institucional del Consejo Andaluz de IU LV-CA y miembro del Comité Central del Partido Comunista de Andalucía.

## Consejera de Fomento y Vivienda de la Junta de Andalucía
Tras las firma del acuerdo entre el PSOE-A y IU LV-CA para la formación del nuevo gobierno andaluz tras las Elecciones Autonómicas de 2012, Elena Cortés Jiménez fue nombrada Consejera de Fomento y Vivienda de la Junta de Andalucía.
Respecto a las políticas de vivienda, es relevante la aprobación de la Ley 4/2013, de 1 de octubre, de medidas para asegurar el cumplimiento de la función social de la vivienda, que permite expropiar de forma temporal el uso de la vivienda. La aplicación de esta norma se encuentra actualmente suspendida por el Tribunal Constitucional, tras la presentación de un recurso por parte del Gobierno Central.
También vinculado gestión de la vivienda, se encuentra el episodio conocido como "Corrala la Utopía". Este acontecimiento supuso la suspensión temporal del pacto de Gobierno entre PSOE-A y IU LV-CA por las importantes diferencias de criterio entre la interpretación del asunto que realizó la Consejería, que realojó a las familias que habían sido desahuciadas por la ocupación de unas viviendas; y la presidenta de la Junta de Andalucía, que puso en cuestión la legalidad de dicho procedimiento. Finalmente, los socios de gobierno llegaron a un acuerdo y tras unos meses, el Tribunal Superior de Justicia de Andalucía determinó que el realojo de la Corrala no fue "ni arbitrario ni injusto".
En el marco del trabajo de esta Consejería, también se ha desarrollado el Plan Andaluz de la Bicicleta, como instrumento de fomento y promoción del uso de la bicicleta en todo el territorio andaluz.

## Cargos desempeñados
- Miembro de la Asamblea General de Cajasur
- Concejal del Ayuntamiento de Córdoba (2007-2012)
- Delegada de Educación e Infancia, Ayuntamiento de Córdoba (2007-2011).
- Portavoz de Izquierda Unida en la Diputación de Córdoba (2011-2012).
- Consejera de Fomento y Vivienda de la Junta de Andalucía (Desde 2012).